# إيان ماكشين
إيان ماكشين (بالإنجليزية: Ian McShane)‏ مواليد 29 سبتمبر 1942 في بلاكبيرن، إنجلترا. ممثل ومخرج ومنتج أفلام بريطاني ومؤدي أصوات.

## روابط خارجية
- إيان ماكشين على موقع IMDb (الإنجليزية)
- إيان ماكشين على موقع روتن توميتوز (الإنجليزية)
- إيان ماكشين على موقع قاعدة بيانات الأفلام العربية
- إيان ماكشين على موقع ألو سيني (الفرنسية)
- إيان ماكشين على موقع ميوزك برينز (الإنجليزية)
- إيان ماكشين على موقع تيرنر كلاسيك موفيز (الإنجليزية)
- إيان ماكشين على موقع أول موفي (الإنجليزية)
- إيان ماكشين على موقع قاعدة بيانات برودواي على الإنترنت (الإنجليزية)
- إيان ماكشين على موقع قاعدة بيانات الأفلام السويدية (السويدية)
- إيان ماكشين على موقع إن إن دي بي (الإنجليزية)